# Anammox
Anammox (ang. anaerobic ammonia oxidation), anamoks – proces beztlenowego utleniania amoniaku przeprowadzany przez bakterie.
Istnienie procesu anammox zostało stwierdzone po raz pierwszy w 1995 roku przez Muldera i współpracowników. Zaobserwowali oni ten proces w denitryfikacyjnym złożu fluidalnym (rodzaj bioreaktora), w którym usuwano azot ze ścieków wcześniej poddanych procesowi metagenizacji. Według autorów proces przebiegał zgodnie z następującą reakcją:
5NH+
4 + 3NO−
3 → 4N
2 + 9H
2O + 2H+
   ΔG = −1483,5 kJ/mol
Dalsze badania dowiodły jednak, że preferowanymi akceptorami elektronów są azotyny, a nie azotany i że reakcja przebiega zgodnie z równaniem:
NH+
4 + NO−
2 → N
2 + 2H
2O   ΔG = −358 kJ/mol
Produktami pośrednimi w tym procesie są NO i hydrazyna. Jednym z głównych enzymów biorących udział w reakcji anammox jest oksydoreduktaza hydroksyloaminy, która prowadzi utlenianie zarówno hydroksyloaminy, jak i hydrazyny. Enzym ten znajduje się w organellum zwanym anamoksosomem.

## Mikroorganizmy przeprowadzające proces anammox
Bakterie przeprowadzające reakcje anammox należą do 5 rodzajów:
- Brocadia,
- Kuenenia,
- Scalindua,
- Anammoxoglobus,
- Jettenia.

Aktywność bakterii prowadzących tę reakcję jest 25 razy większa niż tlenowych nitrozobakterii utleniających amon w warunkach denitryfikacyjnych (beztlenowych) i 7 razy mniejsza niż aktywność nitrozobakterii utleniających amon w warunkach tlenowych.

### Wymagania mikroorganizmów
Mikroorganizmy prowadzące reakcje anammox najlepiej rosną w podłożach lub ściekach, które zawierają:
- amon w stężeniu 5−30 mM,
- azotyny w stężeniu 5−35 mM,
- węglany w stężeniu 10 mM,
- fosforany w stężeniu poniżej 0,5 mM,
- tlen w stężeniu poniżej 1 mM.

Ich optymalne pH to 6,4 – 8,3, a temperatura od 20 do 43 °C dla szczepów mezofilnych i od 6 °C dla szczepów morskich.

## Zastosowanie procesu anammox
Proces anammox jest wykorzystywany w oczyszczalniach ścieków do usuwania azotu. Jego zaletą jest fakt, że mikroorganizmy przeprowadzające ten proces nie wymagają dodawania związku organicznego, który jest niezbędny dla bakterii denitryfikacyjnych oraz że nie powoduje on dużego przyrostu biomasy. Najważniejszą zaletą procesu anammox jest usunięcie azotu bez użycia tlenu rozpuszczonego. W oczyszczalniach ścieków dostarczenie tlenu wiąże się ze zużyciem energii elektrycznej, które często sięga 70% ogólnego zużycia energii przez cały zakład. Obserwowany w ostatnich latach skład ścieków charakteryzuje się niekorzystnymi relacjami pomiędzy ilością węgla organicznego w stosunku do azotu i wówczas realizacja procesu denitryfikacji heterotroficznej pociąga za sobą konieczność stosowania zewnętrznego źródła węgla organicznego co również generuje dodatkowe koszty.
Mimo tych niewątpliwych zalet, proces anammox nie znalazł powszechnego zastosowania, głównie z powodu bardzo wolnego tempa wzrostu bakterii stosowanych w tym procesie. Wyznaczona doświadczalnie maksymalna szybkość ich wzrostu wynosi zaledwie 0,0027 h−1, przy czasie podwojenia równym 11 dni. Dla porównania, typowa szybkość wzrostu bakterii z rodzajów Nitrosomonas i Nitrobacter wynosi odpowiednio 0,0292 h−1 i 0,0417 h−1, a w biotechnologii ścieków są one uznawane za wolnorosnące. Powoduje to, że utrzymanie w urządzeniu pracującym w skali technicznej odpowiedniej ilości bakterii prowadzących proces anammox wymaga bardzo długiego wieku biomasy. Niska szybkość wzrostu generuje również problemy przy pracy układu. Czas potrzebny na to, aby w oczyszczalni wykształciły się i namnożyły bakterie anammox wynosi około 200 dni.